# Oscar Miestchaninoff
Oscar Miestchaninoff (ur. 1886 w Witebsku, zm. 1956 w Los Angeles) – francuski malarz i  rzeźbiarz pochodzenia żydowskiego.

## Życiorys
Z pochodzenia był Litwakiem, pierwsze lekcje rzeźby pobierał w szkole malarstwa i rysunku Jehudy Pena, a następnie udał się do Odessy, gdzie od 1905 przez rok studiował w Szkole Sztuk Pięknych. W 1906 opuścił Rosję i udał się do Paryża, gdzie w rok później rozpoczął naukę w École des Arts Décoratifs oraz École nationale supérieure des beaux-arts, po ukończeniu studiów w 1911 pobierał również lekcje u Josepha Bernardsa. W 1908 został członkiem Salon de la Nationale, a w 1912 po raz pierwszy wystawił swoje prace w Salonie Jesiennym. W 1919 wyjechał do południowej Azji, poznawał rzeźby tworzone przez Khmerów, przebywał w Birmie, Kambodży i Syjamie. W 1921 wystawił w Salonie Niezależnych oraz w Salonie des Tuileries, w 1927 podróżował do Indii. Jego prace były wystawiane w Amsterdamie, Brukseli, Londynie, Petersburgu, Moskwie i Stanach Zjednoczonych. W 1937 podczas Wystawy Powszechnej otrzymał złoty medal za rzeźbę stylizowanej nagiej kobiety, w 1939 miał wystawę indywidualną w Musée du Petit Palais w Paryżu. Kolekcjonował prace Pabla Picassa, Diego Rivera, Amedeo Modiglianiego i Chaima Soutine'a, które udało mu się uratować z ogarniętej II wojną światową Europy dzięki wywiezieniu ich w 1944 do Stanów Zjednoczonych, gdzie pozostał. Kolejne wystawy indywidualne miały miejsce w 1944 w Wildenstein Gallery w Nowym Jorku oraz w 1955 w Musee Conti Wax Museum w Nowym Orleanie. 
Najczęstszym motywem twórczości Oscara Miestchaninoffa były popiersia i torsy wykuwane w marmurze, rzeźba mężczyzny w cylindrze jest uznawana za jego najsłynniejsze dzieło i jest prezentowana w Centrum Pompidou.  